# Boom Boom Pow
Boom Boom Pow è un singolo del gruppo musicale statunitense The Black Eyed Peas, pubblicato il 22 febbraio 2009 come primo estratto dal quinto album in studio The E.N.D..

## Descrizione
Boom Boom Pow contiene un campionamento del brano house Reach Out, realizzato nel 1990 dal gruppo Sweet Mercy in collaborazione con la cantante Rowetta.

## Pubblicazione
Il singolo è stato annunciato ufficialmente da will.i.am sulla piattaforma digitale DipDive, dove è stato pubblicato il 22 febbraio 2009. Successivamente è entrato in rotazione radiofonica a partire dal 10 marzo 2009, per poi essere reso disponibile per il download digitale il 30 di tale mese su iTunes.

## Video musicale
Fergie ha dichiarato in una intervista alla rivista The Insider che il video è stato girato nella settimana dell'8 marzo 2009, cosa in seguito confermata da Apl.de.ap.
Il videoclip è stato pubblicato il 18 aprile 2009 sempre sul DipDive.com, ottenendo in seguito la certificazione Vevo.

## Tracce
Testi e musiche di William Adams, Allen Pineda, Stacy Ferguson e Jaime Gomez.
CD promozionale (Europa)
1. Boom Boom Pow (Clean Radio Edit) – 3:38
2. Boom Boom Pow (Clean Album Edit) – 3:38
3. Boom Boom Pow (Clean Album Version) – 4:13

CD singolo (Germania)
1. Boom Boom Pow (Clean Radio Edit) – 3:38
2. Boom Boom Pow (Club Mix) (Album Version) – 4:13

CD maxi-singolo (Germania)
1. Boom Boom Pow (Radio Edit) – 3:38
2. Boom Boom Pow (Album Version) – 4:13
3. Boom Boom Pow (Instrumental) – 4:12
4. Boom Boom Wow (DJ will.i.am) – 4:12

CD singolo (Francia, Regno Unito)
1. Boom Boom Pow – 3:38
2. Boom Boom Wow (DJ will.i.am Megamix) – 4:12

Download digitale
1. Boom Boom Pow (Radio Edit) – 3:38
2. Boom Boom Pow – 4:12

Download digitale – Invasion of Boom Boom Pow Megamix E.P.
1. Let the Beat Rock (Boys Noize Megamix) (feat. 50 Cent) – 3:29
2. Let the Beat Rock (Boys Noize Megamix) (feat. Gucci Mane) – 3:09
3. Boom Boom Style (Zuper Blahq Megamix) (feat. Kid Cudi) – 3:37
4. Boom Boom Guetta (David Guetta's Electro Hop Remix) – 4:01
5. Boom Boom Wow (D.J. will.i.am Megamix) – 4:12
6. Boom Boom Boom (DJ Ammo / Poet Named Life Megamix) – 5:48

## Formazione
Gruppo
- will.i.am – voce, programmazione della batteria, sintetizzatore
- apl.de.ap – voce
- Fergie – voce
- Taboo – voce

Produzione
- will.i.am – produzione
- Jean Baptiste – coproduzione
- Poet Name Life – coproduzione
- Padraic "Padlock" Kerin – ingegneria del suono
- Dylan "3D" Dresdow – missaggio
- Joe Peluso – assistenza al missaggio

## Classifiche

### Classifiche settimanali
| Classifica (2009) | Posizione massima |
| ----------------- | ----------------- |
| Australia         | 1                 |
| Austria           | 3                 |
| Belgio (Fiandre)  | 1                 |
| Belgio (Vallonia) | 1                 |
| Canada            | 1                 |
| Danimarca         | 5                 |
| Finlandia         | 5                 |
| Francia           | 4                 |
| Germania          | 3                 |
| Irlanda           | 3                 |
| Italia            | 11                |
| Lussemburgo       | 2                 |
| Norvegia          | 7                 |
| Nuova Zelanda     | 2                 |
| Paesi Bassi       | 4                 |
| Portogallo        | 2                 |
| Regno Unito       | 1                 |
| Spagna            | 12                |
| Stati Uniti       | 1                 |
| Svezia            | 10                |
| Svizzera          | 4                 |

### Classifiche di tutti i tempi
| Classifica (1958-2021) | Posizione |
| ---------------------- | --------- |
| Stati Uniti            | 63        |